# Закон о пресељењу Индијанаца
Закон о пресељењу Индијанаца (енгл. The Indian Removal Act) је био закон који је Конгрес САД усвојио 28. маја 1830. током мандата председника Ендруа Џексона. Закон је овластио америчког председника да преговара са индијанским племенима у јужном делу САД о њиховом премештању на федералну територију западно од реке Мисисипи у замену за њихову домовину.
Закон су снажно подржавали досељеници на Југу који су желели да добију приступ територијама које су насељавала Пет цивилизованих племена. Хришћански мисионари, а међу њима највише Џеремаја Евартс, су се противили усвајању закона. Дејви Крокет, амерички конгресмен, је такође био против усвајања закона. Нека племена су потписала споразуме са САД и одселила се; друга, попут Черокија, су се супротстављала америчкој влади и била приморана да оду на запад 1838. Њихов пут на запад је данас познат под именом Стаза суза.